# Альб'яно-д'Івреа
Альб'яно-д'Івреа (італ. Albiano d'Ivrea, п'єм. Albian) — муніципалітет в Італії, у регіоні П'ємонт,  метрополійне місто Турин.
Альб'яно-д'Івреа розташований на відстані близько 680 км на північний захід від Рима, 50 км на північний схід від Турина.
Населення — 1748 осіб (2014).
Щорічний фестиваль відбувається 11 листопада. Покровитель — святий Мартин.

## Демографія
Населення за роками:

Станом на 1 січня 2023 року в муніципалітеті офіційно проживало 95 іноземців з 16 країн, серед них 67 громадян країн Євросоюзу.

## Сусідні муніципалітети
- Ацельйо
- Болленго
- Каравіно
- Івреа
- Палаццо-Канавезе
- Півероне
- Вестіньє